# Taça de Portugal 1966/67
Die Taça de Portugal 1966/67 war die 27. Austragung des portugiesischen Pokalwettbewerbs. Er wurde vom portugiesischen Fußballverband ausgetragen. Das Finale fand am 9. Juli 1967 im Estádio Nacional von Oeiras statt. Pokalsieger wurde Vitória Setúbal, das sich im Finale gegen Académica de Coimbra erst nach gespielten 54 Minuten in der Verlängerung durchsetzte. Setúbal qualifizierte sich damit für den Europapokal der Pokalsieger 1967/68.
Bis zum Halbfinale wurden alle Begegnungen in Hin- und Rückspiel ausgetragen. Bei Gleichstand in den beiden Spielen gab es ein Entscheidungsspiel.

## Teilnehmende Teams
| Primeira Divisão (14) | Segunda Divisão (28) | Segunda Divisão (28) | Distrikte (4) |
| --- | --- | --- | --- |
| - Académica de Coimbra - Atlético CP - SC Beira-Mar - Belenenses Lissabon - Benfica Lissabon - Sporting Braga - GD da CUF Barreiro - Leixões SC - FC Porto - AD Sanjoanense - Sporting Lissabon - Varzim SC - Vitória Guimarães - Vitória Setúbal | - Académico de Viseu FC - Alhandra SC - Almada AC - FC Barreirense - CD Cova da Piedade - SC Covilhã - SC Espinho - FC Famalicão - Leça FC - SGS Leões Santarém - Lusitano GC Évora - Luso FC - CD Montijo - SC Olhanense | - UD Oliveirense - Clube Oriental de Lisboa - AD Ovarense - FC Penafiel - GD Peniche - Portimonense SC - SC Salgueiros - FC Seixal - Sport União Sintrense - FC Tirsense - SC União Torreense - CD Torres Novas - União Lamas - União de Tomar | - Marítimo Funchal (Madeira) - SC Angrense (Azoren) - Atlético de Luanda (Angola) - Ténis Clube de Bissau (Guinea-Bissau) |

## 1. Runde
Die Hinspiele fanden am 29. und 30. Oktober 1966 statt, die Rückspiele am 6. November 1966.
|                       | Gesamt |                          | Hinspiel | Rückspiel |
| --------------------- | ------ | ------------------------ | -------- | --------- |
| Belenenses Lissabon   | 7:1    | Clube Oriental de Lisboa | 3:0      | 4:1       |
| Sport União Sintrense | 2:2    | Luso FC                  | 1:0      | 1:2       |
| SC Covilhã            | 1:2    | FC Penafiel              | 0:0      | 1:2       |
| Sporting Lissabon     | 1:2    | FC Porto                 | 1:1      | 0:1       |
| FC Seixal             | 2:5    | Académico de Viseu FC    | 1:1      | 1:4       |
| SC Espinho            | 1:8    | Sporting Braga           | 1:1      | 0:7       |
| Portimonense SC       | 01:11  | Vitória Guimarães        | 0:3      | 1:8       |
| UD Oliveirense        | 4:6    | Académica de Coimbra     | 4:3      | 0:3       |
| AD Ovarense           | 0:9    | Benfica Lissabon         | 0:6      | 0:3       |
| SC Salgueiros         | 0:4    | Varzim SC                | 0:0      | 0:4       |
| SC União Torreense    | 4:6    | CD Montijo               | 3:1      | 1:5       |
| Alhandra SC           | 2:5    | FC Tirsense              | 1:2      | 1:3       |
| FC Barreirense        | 3:6    | Vitória Setúbal          | 2:2      | 1:4       |
| Leixões SC            | 10:20  | CD Torres Novas          | 3:2      | 7:0       |
| SGS Leões Santarém    | 2:4    | Leça FC                  | 2:1      | 0:3       |
| SC Olhanense          | 2:2    | AD Sanjoanense           | 2:2      | 0:0       |
| FC Famalicão          | 1:6    | Atlético CP              | 1:0      | 0:6       |
| GD da CUF Barreiro    | 8:1    | União de Tomar           | 5:0      | 3:1       |
| SC Beira-Mar          | 9:1    | Almada AC                | 3:1      | 6:0       |
| CD Cova da Piedade    | 2:4    | Lusitano GC Évora        | 2:2      | 0:2       |
| União Lamas           | 1:3    | GD Peniche               | 0:1      | 1:2       |

### Wiederholungsspiele
|                       | Ergebnis |                |
| --------------------- | -------- | -------------- |
| Sport União Sintrense | 1:0      | Luso FC        |
| SC Olhanense          | 3:2      | AD Sanjoanense |

## 2. Runde
Die Hinspiele fanden am 15. und 29. Januar 1967 statt, die Rückspiele am 29. Januar und 26. März 1967.
Freilos: Varzim SC
|                       | Gesamt |                       | Hinspiel | Rückspiel |
| --------------------- | ------ | --------------------- | -------- | --------- |
| Leixões SC            | 3:2    | FC Tirsense           | 3:1      | 0:1       |
| FC Porto              | 4:3    | GD da CUF Barreiro    | 3:2      | 1:1       |
| FC Penafiel           | 1:7    | Vitória Guimarães     | 1:2      | 0:5       |
| Académica de Coimbra  | 11:30  | Leça FC               | 2:1      | 9:2       |
| Lusitano GC Évora     | 01:11  | Benfica Lissabon      | 1:3      | 0:8       |
| CD Montijo            | 4:5    | SC Beira-Mar          | 4:0      | 0:5       |
| Vitória Setúbal       | 5:1    | Sport União Sintrense | 3:0      | 2:1       |
| Sporting Braga        | 3:1    | Atlético CP           | 2:0      | 1:1       |
| GD Peniche            | 0:4    | Belenenses Lissabon   | 0:0      | 0:4       |
| Académico de Viseu FC | 03:11  | AD Sanjoanense        | 2:2      | 1:9       |

## Achtelfinale
Die Teams von Angola, Madeira, Guinea-Bissau und den Azoren stiegen in dieser Runde ein. Die Hinspiele fanden am 14. Mai 1967 statt, die Rückspiele am 21. Mai 1967.
Freilos: Vitória Setúbal
|                       | Gesamt |                      | Hinspiel | Rückspiel |
| --------------------- | ------ | -------------------- | -------- | --------- |
| Leixões SC            | 4:1    | Marítimo Funchal     | 1:1      | 3:0       |
| Varzim SC             | 3:4    | AD Sanjoanense       | 1:2      | 2:2       |
| Ténis Clube de Bissau | 03:11  | SC Beira-Mar         | 0:6      | 3:5       |
| Vitória Guimarães     | 1:7    | Sporting Braga       | 1:2      | 0:5       |
| Belenenses Lissabon   | 1:2    | FC Porto             | 1:1      | 0:1       |
| Atlético de Luanda    | 1:9    | Académica de Coimbra | 0:7      | 1:2       |
| Benfica Lissabon      | w. o.  | SC Angrense          | -:-      | -:-       |

## Viertelfinale
Die Hinspiele fanden am 11. Juni 1967 statt, die Rückspiele am 18. Juni 1967.
|                      | Gesamt |                  | Hinspiel | Rückspiel |
| -------------------- | ------ | ---------------- | -------- | --------- |
| SC Beira-Mar         | 0:3    | Sporting Braga   | 0:3      | 0:0       |
| AD Sanjoanense       | 3:5    | FC Porto         | 1:3      | 2:2       |
| Vitória Setúbal      | 6:0    | Leixões SC       | 3:0      | 3:0       |
| Académica de Coimbra | 3:2    | Benfica Lissabon | 2:0      | 1:2       |

## Halbfinale
Die Hinspiele fanden am 25. Juni 1967 statt, die Rückspiele am 2. Juli 1967.
|                      | Gesamt |                 | Hinspiel | Rückspiel |
| -------------------- | ------ | --------------- | -------- | --------- |
| FC Porto             | 4:7    | Vitória Setúbal | 0:3      | 4:4       |
| Académica de Coimbra | 6:2    | Sporting Braga  | 2:1      | 4:1       |

## Finale
| Paarung              | Vitória Setúbal – Académica de Coimbra |
| Ergebnis             | 3:2 n. V. (1:1, 1:1) |
| Datum                | 9. Juli 1967 |
| Stadion              | Estádio Nacional, Oeiras |
| Schiedsrichter       | Salvador Garcia |
| Tore                 | 0:1 José Maria Júnior (5.) 1:1 Celestino Bárbara (43.) 2:1 Felix Guerrero (97.) 2:2 Ernesto Sousa (117.) 3:2 Jacinto João (144.)                                                                             |
| Vitória Setúbal      | Dinis Vital – Joaquim Conceição, Herculano Oliveira – Manuel Leiria, Carriço, José Maria Pereira, Fernando Tomé – Vítor Baptista, Jacinto João, José Maria Júnior , Felix Guerrero Cheftrainer: Fernando Vaz |
| Académica de Coimbra | João Maló – Rui Rodrigues, António Vieira Nunes, Celestino Bárbara, António Marques – Vitor Campos, Toni – Artur Jorge, Augusto Rocha , Serafim Pereira, Ernesto Sousa Cheftrainer: Mário Wilson             |